# Philip Pierre
Philip Joseph Pierre (Castries, 19 settembre 1954) è un politico santaluciano, ricopre la carica di primo ministro di Saint Lucia dal 28 luglio 2021.
Pierre è ministro delle finanze, dello sviluppo economico e dell'economia giovanile. È anche il leader del Partito laburista di Saint Lucia dal 18 giugno 2016. Dal 1997 rappresenta la circoscrizione di Castries alla Camera dell'Assemblea.
Pierre in precedenza è stato ministro del turismo, dell'aviazione civile e dei servizi finanziari internazionali dal 1997 al 2000; Vice Presidente del Consiglio e Ministro delle Infrastrutture, dei Servizi Portuali e dei Trasporti dal 2011 al 2016.

## Primi anni
La madre di Pierre, Evelyn, era un'insegnante e suo padre Auguste era un poliziotto. Ha studiato al Saint Mary's College, ha poi completato un BA in economia e un Master in Business Administration presso l'Università delle Indie Occidentali. Dopo la laurea, ha insegnato al Saint Mary's College e ha lavorato come trainee manager presso JQ Charles Ltd. Pierre è poi entrato nel settore finanziario: ha lavorato come addetto alla revisione contabile presso la Coopers & Lybrand e la Pannell Kerr Forster, e come controllore finanziario presso Stanthur Co. Ltd.
Dal 1985 al 1994, Pierre è stato direttore della National Research and Development Corporation ed è stato anche amministratore delegato della sua società di consulenza gestionale, la Philip J. Pierre Business Services Ltd., dal 1990 al 1997.

## Politica
Pierre si è unito al Partito Laburista di Saint Lucia (SLP) nel 1985 ed è stato il tesoriere del partito dal 1986 al 1992. Nel 1992, ha partecipato per la prima volta alle elezioni generali a Castries East, ma non ha vinto. Dopo aver servito in qualità di presidente della SLP dal 1992 al 1996,  Pierre partecipò di nuovo alle elezioni generalii nel 1997 e vinse. Durante il governo di Kenny Anthony,  Pierre è stato ministro del turismo, dell'aviazione civile e dei servizi finanziari internazionali dal 1997 al 2000.
Pierre è stato rieletto alla Camera dell'Assemblea da Castries nelle elezioni generali del 2001, 2006 e 2011. Nel 2011 ha prestato giuramento come vice primo ministro e ministro delle Infrastrutture, dei servizi portuali e dei trasporti. Pierre ha mantenuto il suo seggio fino alle elezioni generali del 2016, ma l'SLP perse le elezioni e Kenny Anthony si dimise da leader del partito; Pierre fu quindi eletto suo successore il 18 giugno 2016.
Philip è membro della Commonwealth Parliamentary Association (CPA) ed è anche entrato a far parte dell'Assemblea dei parlamentari della comunità caraibica, partecipando alla sua riunione inaugurale nel 1996 a Barbados. 
Pierre ha guidato l'SLP alle elezioni generali del 2021, dove il partito ha vinto la maggioranza dei seggi. Ha prestato giuramento come Primo Ministro di Saint Lucia il 28 luglio 2021.